# Unie tussen Zweden en Noorwegen
De Unie tussen Zweden en Noorwegen (Zweeds: Svensk-norska unionen, Unionen mellan Sverige och Norge Noors: Unionen mellom Norge og Sverige) was een unie van de hedendaagse staten Zweden en Noorwegen tussen 1814 en 1905. Ze waren verenigd onder één koning in een personele unie.
Volgend op de Vrede van Kiel die een einde maakte aan de unie met Denemarken verklaarde Noorwegen zich onafhankelijk maar dat resulteerde  in een korte oorlog met Zweden in 1814 die eindigde met de Conventie van Moss op 14 augustus 1814 en een Noorse grondwetsherziening op 4 november 1814. Dezelfde dag werd Karel XIII van Zweden door het Noorse parlement als koning van Noorwegen aanvaard.
Geschillen tussen de twee staten leidden tot een onafhankelijkheidsverklaring door het Noorse parlement op 7 juni 1905. Zweden accepteerde het einde van de unie op 26 oktober (zie: Verdrag van Karlstad). Na een volksraadpleging werd prins Karel van Denemarken het koningschap aangeboden, hij regeerde vanaf 18 november 1905 als Haakon VII.